# Szulgi

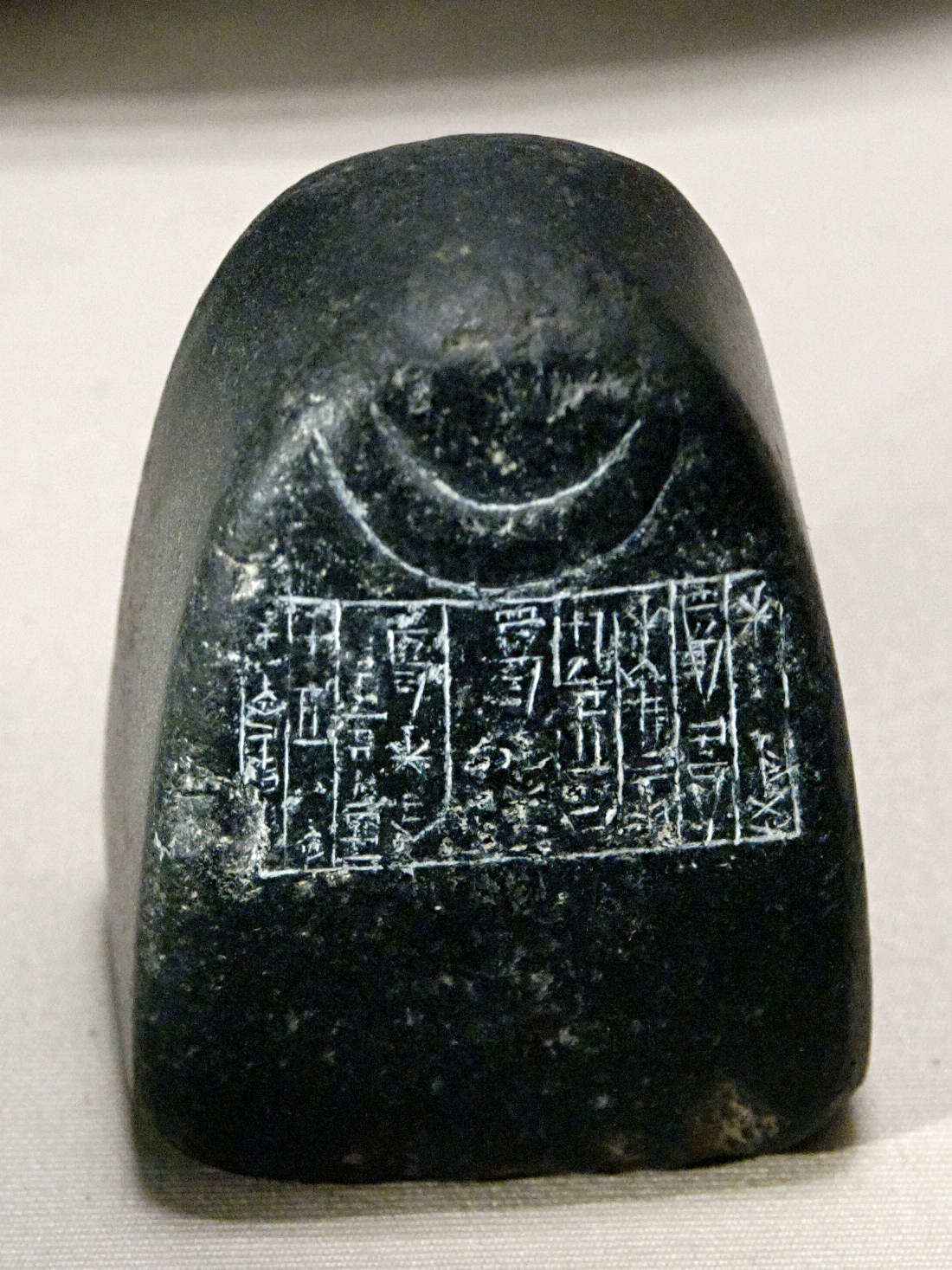
Diorytowy odważnik o wadze 1/2 mana, noszący inskrypcję Szulgiego i symbol księżyca; był używany w świątyni boga Nanny w Ur; zbiory Luwru (AO 221870).

Szulgi – król sumeryjski, syn Ur-Nammu, założyciela III dynastii z Ur, twórca potęgi tego państwa. Panował w latach 2096-2048 p.n.e. (chronologia średnia). Ukończył budowę zigguratu boga Nanny w Ur. Zreformował armię, podjął szereg wypraw wojennych do Elamu i północnej Mezopotamii. Założył również szkoły skrybów w Ur i Nippur. Zginął śmiercíą gwałtowną i został pochowany w Ur. Jego następcą został jego syn Amar-Suen.